# Sergej Kotrikadze
Sergej Kotrikadze, traslitterato anche come Sergo Kotrikadze (Chokhatauri, 9 agosto 1936 – Stoccolma, 3 maggio 2011), è stato un calciatore sovietico, di ruolo portiere.